# Wikariat apostolski Stambułu
Wikariat apostolski Stambułu (łac.: Apostolicus Vicariatus Istanbulensis) – rzymskokatolicka jednostka podziału terytorialnego Kościoła w Turcji obejmująca swoim zasięgiem zachodnią część kraju. Siedziba prałata znajduje się w prokatedrze pw. Ducha Świętego w Stambule.

## Historia
- 15 kwietnia 1742: utworzenie wikariatu apostolskiego Konstantynopolu
- 30 listopada 1990: zmiana nazwy na wikariat apostolski Stambułu.

## Zarządcy wikariatu
- 1816–1835: abp Binkentios Coressi
- 1835–1874: sede vacante
- 1874–1876: abp Leopoldo Angelo Santanchè, O.F.M.
- 1880–1883: abp Vicenzo Vannutelli
- 1883–1891: kard. Luigi Rotelli
- 1908–1914: abp Vincent Sardi di Rivisondoli
- 1914–1923: abp Angelo Maria Dolci
- 1925–1930: abp Angelo Rotta[2]
- 1930–1934: abp Carlo Margotti[3]
- 1935–1944: abp Angelo Giuseppe Roncalli[3]
- 1945–1947: abp Alcide Marina, C.M.[3]
- 1947–1952: abp Andrea Cassulo[3]
- 1952–1953: abp Paolo Bertoli[3]
- 1953–1959: abp Giacomo Testa[3]
- 1959–1966: abp Francesco Lardone[3]
- 1966–1969: abp Saverio Zupi[3]
- 1969–1974: abp Salvatore Asta[3]
- 1974–1989: bp Gauthier Pierre Georges Antoine Dubois, O.F.M. Cap.
- 1989–1991: bp Antuvan Marovitch
- 1992–2016: bp Louis Pelâtre, A.A.
- 2016–2020: bp Rubén Tierrablanca Gonzalez, O.F.M.
- od 2021: bp Massimiliano Palinuro

## Główne świątynie
- Katedra Ducha Świętego w Stambule
- Bazylika św. Antoniego z Padwy w Stambule